# Alois Fortkord
Alois „Pütti“ Fortkord (* 20. September 1956 in Verl) ist ein ehemaliger deutscher Fußballspieler.

## Karriere
Der schussstarke Mittelstürmer startete seine Zweitligakarriere 1975 bei der DJK Gütersloh. Dort gelang ihm bereits mit 19 Jahren unter Trainer Karl-Heinz Feldkamp der Durchbruch zum Stammspieler. 1977 wechselte er nach dem Abstieg zum damaligen Oberligisten 1. FC Paderborn, einem der Vorgängervereine des heutigen Bundesligisten SC Paderborn 07. Sportlicher Höhepunkt war der Gewinn der Westfalenmeisterschaft 1978. In den anschließenden Aufstiegsspielen zur 2. Bundesliga scheiterte der 1. FC Paderborn jedoch an Holstein Kiel. Bis Anfang der 1980er Jahre gehörte er an der Seite von Spielern wie Michael Henke, Thomas von Heesen, Andreas Fischer oder Werner Brosda zu den Leistungsträgern des 1. FC Paderborn. 1982 wechselte er zum Verbandsligisten SC Verl, den er dann aber nach zwei Jahren wieder in Richtung 1. FC Paderborn verließ. 1985 kehrte er zu seinem Heimatverein FC Kaunitz zurück und spielte noch ein Jahr in der Bezirksliga, bevor er 1986 seine aktive Laufbahn aufgrund zahlreicher Verletzungen beenden musste.